# Candela López Tagliafico
Candela López Tagliafico (Lomas de Zamora, Buenos Aires, Argentina, 29 de mayo de 1985) es una política ecosocialista española, actualmente diputada en la XV legislatura de las Cortes Generales por Barcelona. Forma parte de Catalunya en Comú y anteriormente fue militante de Iniciativa per Catalunya Verds (ICV). En 2015 fue elegida alcaldesa de Castelldefels convirtiéndose en la primera mujer al frente de este consistorio y la persona más joven que ha asumido el cargo.

## Biografía
Vive en Castelldefels desde los tres años, cuando se instaló con su familia en 1989.
Es diplomada en Gestión y Administración Pública, Licenciada en Ciencias del Trabajo por la Universidad de Barcelona (UB) y especializada en el ámbito de les Políticas Públicas y Sociales. Siempre implicada en el tejido asociativo de la ciudad, desde joven en los espacios educativos y también los vinculados al ámbito de la solidaridad. 
En los últimos años ha trabajado, de forma intermitente, en el ámbito privado como directora de proyectos en una empresa de importaciones, coordinando presentaciones de productos en ferias nacionales e internacionales y como responsable de organización en el ámbito de los recursos humanos.

## Trayectoria política
Desde los 20 años forma parte de movimientos asociativos y de participación. Defiende una Cataluña dentro de una España federal.
Entre 2007 y 2011 fue concejala de Juventud en un gobierno tripartito compuesto por PSC, ICV-EUiA y CiU y concejala de la oposición durante el mandato como alcalde de Manuel Reyes (PP) de 2011 a 2015.
En las elecciones municipales de mayo de 2015 encabezó Movem Castelldefels una lista de unidad popular gestada en dos años en la que  participan ICV, EUiA, Movimiento de Izquierdas (MES), Equo y Entente junto a personas implicadas en la ciudad a través de asociaciones y de movimientos sociales y otros a título individual.
El 13 de junio de 2015 fue escogida alcaldesa con 15 votos a favor, con el apoyo de los cuatro regidores de su formación,  Movem Castelldefels, además de los grupos municipales del PSC (4 regidores), ERC (3), Castelldefels Sí Pot (2) y CiU (2), superando los 8 votos obtenidos por el popular Manuel Reyes. López se repartirá la alcaldía con la candidata del PSC, María Miranda, que será alcaldesa durante los dos últimos años del mandato.
López es coordinadora de ICV en el Bajo Llobregat y miembro de la Dirección nacional de ICV y Coordinadora de Catalunya en Comú.
Es vocal en el consejo de administración de las empresas Ferrocarril Metropolità de Barcelona, SA y Transports de Barcelona, SA.